# (4456) Mawson
(4456) Mawson es un asteroide perteneciente al cinturón de asteroides, descubierto el 27 de julio de 1989 por Robert H. McNaught desde el Observatorio de Siding Spring, Nueva Gales del Sur, Australia.

## Designación y nombre
Designado provisionalmente como 1989 OG. Fue nombrado Mawson en honor al geólogo y explorador australiano Sir Douglas Mawson.

## Características orbitales
Mawson está situado a una distancia media del Sol de 2,373 ua, pudiendo alejarse hasta 3,034 ua y acercarse hasta 1,713 ua. Su excentricidad es 0,278 y la inclinación orbital 15,02 grados. Emplea 1336 días en completar una órbita alrededor del Sol.

## Características físicas
La magnitud absoluta de Mawson es 13,6. Tiene 7,591 km de diámetro y su albedo se estima en 0,134. Está asignado al tipo espectral Ld según la clasificación SMASSII.